# 王金事件
王金事件，即文化大革命初期，1966年9月南京外国语学校红卫兵私设公堂，两天之内严刑拷打审讯南京市玄武区建筑联社工人王金等2人，致王金伤重死亡，另1人重伤的事件。